# Мартыново (Устюженский район)
Мартыново — деревня в Устюженском районе Вологодской области.
Входит в состав Моденского сельского поселения, с точки зрения административно-территориального деления — в Моденский сельсовет.
Расстояние по автодороге до районного центра Устюжны — 37 км, до центра муниципального образования села Модно — 14 км. Ближайшие населённые пункты — Большая Липенка, Бугры, Слуды. Ранее, лесной дорогой через ряд деревень, была связана с городом Весьегонск, Тверской области. В окрестностях деревни Мартыново начинается река Мартыновка (приток Мологи).
Население по данным переписи 2002 года — 1 человек.